# Genoll
En anatomia, genoll és l'articulació que connecta el fèmur, la tíbia, el peroné i la rotula. En els humans és susceptible de lesions greus i de desenvolupament d'artrosi, ja que suporta una bona part del pes del cos.

## Funcions del genoll
L'articulació del genoll és molt important perquè és fonamental pel desplaçament normal. A més, té una funció de suport pel cos quan aquest no es troba en moviment. Per tant, presenta dues funcions: estabilitat i moviment.
La complexa càpsula fibrosa, els seus lligaments intrínsecs i els lligaments interns li donen gran estabilitat. Encara que sigui força estable, el genoll presenta una gran mobilitat, que s'expressa amb moviments de flexió-extensió i rotació axial.

## Anatomia humana
El genoll uneix la cuixa amb la cama i es pot dividir en dues articulacions: l'articulació femoromeniscal (proximal) i meniscotibial (distal). Formen part d'aquesta articulació els ossos: fèmur, ròtula i tíbia. L'articulació proximal és del tipus tròclea i la distal trocoide, en conjunt formen una tròclea. Té un menisc intern i un altre extern, una càpsula articular, una membrana sinovial i nombrosos elements de reforç.

## Lligaments del genoll
- Lligament encreuat anterior
- Lligament encreuat posterior
- Lligament lateral extern
- Lligament lateral intern